# Laxton's Rearguard
Laxton's Rearguard es una variedad cultivar de manzano (Malus domestica). 
Un híbrido del cruce de Court Pendu Plat x Ribston Pippin. Criado en Bedford por "Laxton Bros. Ltd.", en 1907.  Las frutas tienen una pulpa firme con un sabor ligeramente aromático.

## Historia
'Laxton's Rearguard' es una variedad de manzana, híbrido del cruce de Court Pendu Plat x Ribston Pippin. Desarrollado y criado a partir de 'Court Pendu Plat' mediante una polinización por la variedad 'Ribston Pippin', por "Laxton Bros. Ltd." Bedford, Inglaterra, (Reino Unido) a principios del siglo XX en 1907.
'Laxton's Rearguard' se cultiva en la National Fruit Collection con el número de accesión: 1949-291 y Accession name: Laxton's Rearguard.

## Características
'Laxton's Rearguard' árbol de extensión erguida, de vigor moderadamente vigoroso, portador de espuela. Necesita veranos largos y cálidos para desarrollarse completamente. Tiene un tiempo de floración que comienza a partir del 3 de mayo con el 10% de floración, para el 9 de mayo tiene una floración completa (80%), y para el 15 de mayo tiene un 90% caída de pétalos.
'Laxton's Rearguard' tiene una talla de fruto medio; forma plano redondeado que tiende ligeramente a cónico, con una altura de 43.00mm, y con una anchura de 53.00mm; con nervaduras débiles; epidermis con color de fondo es amarillo verdoso, con un sobre color lavado de rojo, importancia del sobre color medio-alto, y patrón del sobre color rubor rojo anaranjado que puede oscurecerse a granate en las superficies expuestas al sol, está abundantemente marcado con pequeñas lenticelas rojizas, "russeting" (pardeamiento áspero superficial que presentan algunas variedades) bajo; la piel tiende a ser lisa se vuelve algo grasienta; ojo grande y abierto, ubicado en una cuenca ancha y bastante poco profunda, a veces rodeada por una corona ligeramente abultada; pedúnculo es de grosor medio, algo corto y colocado en una cavidad profunda y moderadamente estrecha, ligeramente con "russeting"; carne es blanca, a veces ligeramente verdosa. Firme y crujiente. Sabor jugoso, dulce, picante y ligeramente aromático.
Su tiempo de recogida de cosecha se inicia a principios de octubre. Se mantiene bien durante tres meses en cámara frigorífica.

## Usos
Una buena manzana de uso de postre fresca en mesa.

## Ploidismo
Diploide, auto estéril. Grupo de polinización: C, Día 9.